# Dierk Stemmler
Dierk Friedbert Johann Stemmler (* 29. Juni 1935 in Berlin) ist ein deutscher Kunsthistoriker und Museumskurator.

## Leben
Dierk Friedbert Johann Stemmler studierte Kunstgeschichte an der Freien Universität Berlin und wurde 1962 promoviert. Seit 1966 war er wissenschaftlicher Mitarbeiter und von 1976 bis 1985 Direktor am Kunstmuseum Bonn. Von 1985 bis 1994 war er, als Nachfolger von Johannes Cladders, Direktor des Museums Abteiberg in Mönchengladbach. Er regte vor seiner Tätigkeit in Mönchengladbach nachhaltig den heutigen Neubau des Kunstmuseums Bonn an.
Stemmler war zweimal Kommissar (Kurator) des Pavillons der Bundesrepublik Deutschland auf der Biennale von Venedig. 1986 zeigte er Gemälde von Sigmar Polke (der den Goldenen Löwen gewann) und 1988 Arbeiten von Felix Droese.
Seit 1991 ist er verheiratet mit Rita Blumenthal.
Stemmler veröffentlichte zahlreiche Publikationen zur modernen und zeitgenössischen Kunst.

## Publikationen

### Schriften (Auswahl)
- Die Rheinischen Expressionisten, August Macke und seine Malerfreunde, Verlag Aurel Bongers, Recklinghausen 1980 (über August Macke).
- Günter Ferdinand Ris, Lichtwände, Lichtpfeiler, Lichtfelder, Ed. Rothe, Heidelberg 1983.
- Sigmar Polke, Athanor, Biennale Venedig 1986 (Pavillon der BRD).
- Felix Droese, Haus der Waffenlosigkeit, Biennale Venedig 1988 (Pavillon der BRD).
- Zu den Multiples von Joseph Beuys, in: J. B., Die Multiples, Ed. Schellmann, München-New York, Schirmer/Mosel Verl. München, 7. Aufl. 1992.

### Bestandskataloge
- Städtisches Kunstmuseum Bonn, Sammlung deutscher Kunst seit 1945, 2 Bde. 1983, (bearb. von Alfred M. Fischer und Dierk Stemmler)  mit Texten von Dierk Stemmler zu einzelnen Exponaten von 10 Künstlern (ausführliche über Joseph Beuys, Blinky Palermo, Gerhard Richter, Ulrich Rückriem).
- Kunst der Gegenwart 1960 bis Ende der 80er Jahre, Städtisches Museum Abteiberg Mönchengladbach 1988, und Kunst der Gegenwart 1960 bis 2007, Städt. Mus. Abteiberg Mönchengladbach, beide bearb. u. red. von Hannelore Kersting mit Hinweisen auf Texte von Dierk Stemmler zu 35 Künstlern in: Berichte aus westdeutschen Museen, Wallraf-Richartz-Jb., div. Jahrgänge.
- Informationsblätter mit ausführl. Erläuterungen zu Exponaten des Museums Abteiberg, so über Joseph Beuys, Sigmar Polke, Gerhard Richter. Sonderheft: Sigmar Polke, 6 Kunststoffsiegel-Bilder aus der 42 Biennale Venedig 1986, Museum Abteiberg 1994 (erworben 1988–91 mit öff. u. priv. Mitteln).

### Ausstellungskataloge der Museen Bonn und Mönchengladbach (Auswahl)
- Joseph Beuys, Multiples aus der Sammlung Günter Ulbricht, Bonn 1977.
- Peter Brüning, Bonn 1972.
- Felix Droese, Über die menschliche Fleischfarbe, Bonn 1985.
- Donald Judd, Holzschnitte 1961/68 und 1988, Mönchengladbach 1989.
- Heinz Mack zum 60. Geburtstag, Mönchengladbach 1991.
- Ulrike Nattermüller Mönchengladbach 1987.
- Palermo, Bonn 1981.
- Sigmar Polke, Original + Faelschung Bonn 1974 (über den gesamten Zyklus, zuvor im Landesmuseum Münster von Klau Honnef ausgestellt).
- Sigmar Polke, Museen Rotterdam und Bonn 1983/84.
- Sigmar Polke, Neue Bilder, Mönchengladbach 1992.
- Katarzyna Kobro 1898–1951, Mönchengladbach 1991, Hg. Museum Sztuki w Lodz u. Mus. Abteiberg.
- Reiner Ruthenbeck, Mönchengladbach 1990/91.
- Zdenek Sykora, Linienbilder 1986–90, Mönchengladbach 1992.
- Ulrike Termeer, Mönchengladbach 1988/89.
- Richard Tuttle, Mönchengladbach 1985.
- Franz Erhard Walther, Arbeiten 1959–63, Bonn 1981.
- Troels Wörsel, Bilder 1978–82, Bonn 1982/83.